# Axpe Achondo
Axpe Achondo (em castelhano) ou Atxondo (em basco) é um município da Espanha na província da Biscaia, comunidade autónoma do País Basco, com 23,41 km² de área. Em 2021 tinha 1 366 habitantes (densidade: 58,4 hab./km²).

## Demografia
| Variação demográfica do município entre 1991 e 2004 | Variação demográfica do município entre 1991 e 2004 | Variação demográfica do município entre 1991 e 2004 | Variação demográfica do município entre 1991 e 2004 |
| --------------------------------------------------- | --------------------------------------------------- | --------------------------------------------------- | --------------------------------------------------- |
| 1991                                                | 1996                                                | 2001                                                | 2004                                                |
| 1525                                                | 1490                                                | 1427                                                | 1424                                                |